# Paradisier d'Helena
Parotia helenae
Pour les articles homonymes, voir Lawes.
Espèce
Statut de conservation UICN

 LC  : Préoccupation mineure
Statut CITES
Le Paradisier d'Helena (Parotia helenae) est une espèce d'oiseaux de la famille des Paradisiers, endémique des forêts de montagne au sud-est de la Papouasie-Nouvelle-Guinée. Son nom normalisé lui a été attribué en l'honneur d'Helena du Royaume-Uni, troisième fille de la reine Victoria du Royaume-Uni.
Cet oiseau a été découvert par De Vis en 1891. L'espèce est quelquefois considérée comme une sous-espèce de P. lawesii qui vit dans la région d’Enga à celle de Goroka. Frith & Frith (2009) la considèrent comme simple sous-espèce. Sa répartition contiguë à celle de la forme nominale (montagnes Owen Stanley) suggère un statut de sous-espèce alors que la forme nominative est nettement séparée en deux. Néanmoins, Irested et al. (2009) traitent helenae comme une espèce distincte avec une séparation de lawesii depuis 1,2 million d’années.
Elle se distingue extérieurement par un bec plus fin ; le mâle avec une bande nasale ocre mais la femelle identique à celle de la forme nominale. 
Cette espèce est inscrite sur l'annexe II de la CITES.

## Distribution
Cet oiseau vit dans le sud-est de la Chaîne Centrale (Nouvelle-Guinée) de la rivière Waria à la baie de Milne dans les monts Owen Stanley. De Vis l’avait décrite comme espèce distincte et elle est encore actuellement acceptée comme telle par plusieurs auteurs. 

## Habitat
Le sifilet de Lawes habite prioritairement la forêt primaire de moyenne montagne mais il visite aussi les forêts de chênes, les forêts dégradées, les formations secondaires et les jardins de villages installés dans des clairières de lambeaux forestiers de 500 à 2 300 m d’altitude mais surtout entre 1 200 et 1 900 m (Frith & Frith 2009).